# Cratere Bobone
Bobone è un cratere lunare di 32,14 km situato nella parte nord-orientale della faccia nascosta della Luna.